# 안돼안돼의 노래
〈안돼안돼의 노래〉(일본어: ダメダメのうた 다메다메노우타[*])는 LADY Q와 《크레용 신짱》(짱구는 못말려)의 등장인물, 노하라 신노스케(신짱구)(성우: 야지마 아키코)와 노하라 미사에(봉미선)(성우: 나라하시 미키)의 노래이다. 싱글로는 2000년 7월 26일에 킹레코드에서 발매됐다.

## 개요
TV 애니메이션 《크레용 신짱》(짱구는 못말려)의 7번째 오프닝 테마로 2000년 6월 2일부터 2003년 1월 11일 방송분까지 사용됐다. 사용기간은 〈나는야 인기인〉보다 길며, 뒤에 나오는 〈흔들흔들 DE-O!〉에 이어서 두번째로 길다.
오프닝 영상에서는 지금까지 방송된 이야기의 영상이 9개의 화면으로 비쳐지고 있다. 또한, 드물게 방송 제목이 마지막으로 나오는 오프닝으로, 제목이 나올 때에는 CD에서는 없는 기타음이 추가된다.
영화의 오프닝으로는 《폭풍을 부르는 맹렬! 어른 제국의 역습》(어른 제국의 역습) 《태풍을 부르는 장함! 전국 대합전》(태풍을 부르는 장엄한 전설의 전투)에 사용되고 있다.
커플링곡인 〈오늘은 데이트〉도  같은 방송의 11번째 엔딩 테마로 2000년 6월 22일 방송분부터 2001년 방송분까지 사용됐다.

## 수록곡
1. 안돼안돼의 노래(ダメダメのうた)
  - 작사 · 작곡: LADY Q, 편곡: 모리 토시야, 노래: LADY Q & 노하라 신노스케(성우: 야지마 아키코), 미사에(성우: 나라하시 미키)

가사의 내용은 본인으로부터 ‘그것도 안돼, 이것도 안돼’(あれもダメ、これもダメ)라고 말해지는 불합리함을 아이의 입장에서 부른 것. 마찬가지인 테마를 부른 곡으로는 미나가와 아사무의 〈“하면 안돼요” 도깨비〉(「いけません」のおばけ)나 우치다 유야의 〈만조키 로큰롤〉(マンジョキロックンロール) 등이 있다.
2. 오늘은 데이트(今日はデート)
  - 작사 · 작곡: 케이짱, 노래: 카마보코
3. 마법을 걸어줄게(魔法をかけてあげる)
  - 작사: 사카타 카즈코, 작곡 · 편곡: HULK, 노래: 구라무
4. 안돼안돼의 노래 (카라오케)
5. 오늘은 데이트 (카라오케)
6. 마법을 걸어줄게 (카라오케)